# فلیپه اورتس
فلیپه اورتس (اسپانیایی: Felipe Orts‎؛ زادهٔ ۱ آوریل ۱۹۹۵) دوچرخه‌سوار اهل اسپانیا است.
وی در مسابقات کشوری و بین‌المللی در مجموع برندهٔ ۱ مدال نقره شده‌است.